# Mesocnemis singularis
Mesocnemis singularis é uma espécie de libelinha da família Platycnemididae..
Pode ser encontrada nos seguintes países: Angola, Botswana, Camarões, República Democrática do Congo, Costa do Marfim, Gabão, Gana, Guiné, Quénia, Libéria, Malawi, Moçambique, Namíbia, Nigéria, Serra Leoa, África do Sul, Sudão, Tanzânia, Togo, Uganda, Zâmbia, Zimbabwe, possivelmente Burundi e possivelmente em Etiópia.
Os seus habitats naturais são: florestas subtropicais ou tropicais húmidas de baixa altitude, savanas húmidas, matagal árido tropical ou subtropical, matagal húmido tropical ou subtropical, rios e lagos de água doce.